# Lúcio Vergínio Tricosto Esquilino
Lúcio Vergínio Tricosto Esquilino (em latim: Lucius Verginius Tricostus Esquilinus) foi um político da gente Vergínia nos primeiros anos da República Romana, eleito tribuno consular em 402 a.C.. Era neto de Opitero Vergínio Tricosto Esquilino, cônsul em 472 a.C..

## Primeiro tribunato (402 a.C.)
Em 402 a.C., foi eleito tribuno consular com Quinto Servílio Fidenato, Quinto Sulpício Camerino Cornuto, Aulo Mânlio Vulsão Capitolino, Caio Servílio Estruto Aala, pela terceira vez e Mânio Sérgio Fidenato, em segundo mandato.
Enquanto continuava o cerco a Veios pelos romanos, chegaram reforços inimigos de capenatos e faliscos, que atacaram a zona comandada por Sérgio Fidenato, colocando-o subitamente em dificuldades, principalmente depois da chegada de unidades veias.
A animosidade entre Sérgio Fidenato e Lúcio Vergínio, que comandava o acampamento mais próximo da zona de combate, provocou a derrota do exército romano, que perdeu completamente o acampamento dos soldados de Sérgio Fidenato:
| “ | A arrogância de Vergínio era comparável à teimosia de Sérgio, que, para não dar a impressão de precisar da ajuda de seu adversário, preferiu deixar vencer o inimigo a ter que agradecer a intervenção de um concidadão. O massacre dos soldados romanos pegos no meio da discussão durou um longo tempo | ” |
|   | — Lívio, Ab Urbe condita V, 8.. |   |

Logo depois do desastre, por conta de uma proposta de Caio Servílio, o Senado decidiu antecipar a nomeação dos novos tribunos consulares para as calendas de outubro ao invés de esperar os idos de dezembro, como era usual.
| “ | [...] e meus dois colegas farão o que o Senado decidiu ou, continuarem teimosamente resistindo, nomearei imediatamente um ditador que os obrigue a renunciar. | ” |
|   | — Lívio, Ab Urbe condita V, 9.. |   |

Ainda neste ano, a guarnição de Anxur (Terracina) foi derrotada pelos volscos.
No ano seguinte, tanto Mânio Sérgio quanto Lúcio Vergínio foram processados pela péssima condução da guerra e condenados a pagar uma multa de 10 000 asses.